# Dan Vyleta
Dan Vyleta, né le 15 juillet 1974 en Allemagne, est un écrivain canadien.

## Biographie
Dan Vyleta, fils d'immigrants tchèques, grandit en Allemagne, puis habite au Canada et en Angleterre. Il poursuit ses études à Cambridge, où il obtient un doctorat en histoire.
Chez HarperCollins Publishers, il fait paraître plusieurs titres dont The crooked maid (2013), Quiet twin (2011), Smoke (2016) ainsi que Soot (2020). Certains de ses livres sont traduits en français dont Fenêtres sur la nuit traduit de l'anglais par Dominique Fortier (Alto, 2015), « un thriller atmosphérique, à la limite de la claustrophobie, qui se déroule à Vienne, en 1939, alors que les nazis viennent d'annexer l'Autriche à l'Allemagne », ainsi que La servante aux corneilles, également traduit de l'anglais par Dominique (Alto, 2015),,,.
En 2013, il est finaliste au prix Giller pour The crooked maid,.

## Œuvres

### Fiction

#### Anglais
- Pavel & I, London, Bloomsbury, 2008, 344 p. (ISBN 9780747595809 et 0747595801)
- The crooked maid, Toronto, HarperCollins Publishers, 2013, 427 p. (ISBN 9781443407731)
- Quiet twin, Toronto, HarperCollins Publishers, 2011, 384 p. (ISBN 978-1608198085)
- Smoke, Toronto, HarperCollins Publishers, 2016, n.p. (ISBN 9781443440691)
- Soot, Toronto, HarperCollins Publishers, 2020, n.p. (ISBN 9781443440707)

#### Français
- Fenêtres sur la nuit, traduit de l'anglais par Dominique Fortier, Québec, Alto, 2015, 587 p. (ISBN 9782896942022)
- La servante aux corneilles, traduit de l'anglais par Dominique Fortier, Québec, Alto, 2015, 701 p. (ISBN 9782896942053)

## Prix et honneurs
- 2013 : Finaliste : Prix Giller (pour The crooked maid)[7],[8]